# 充氣橡皮壩

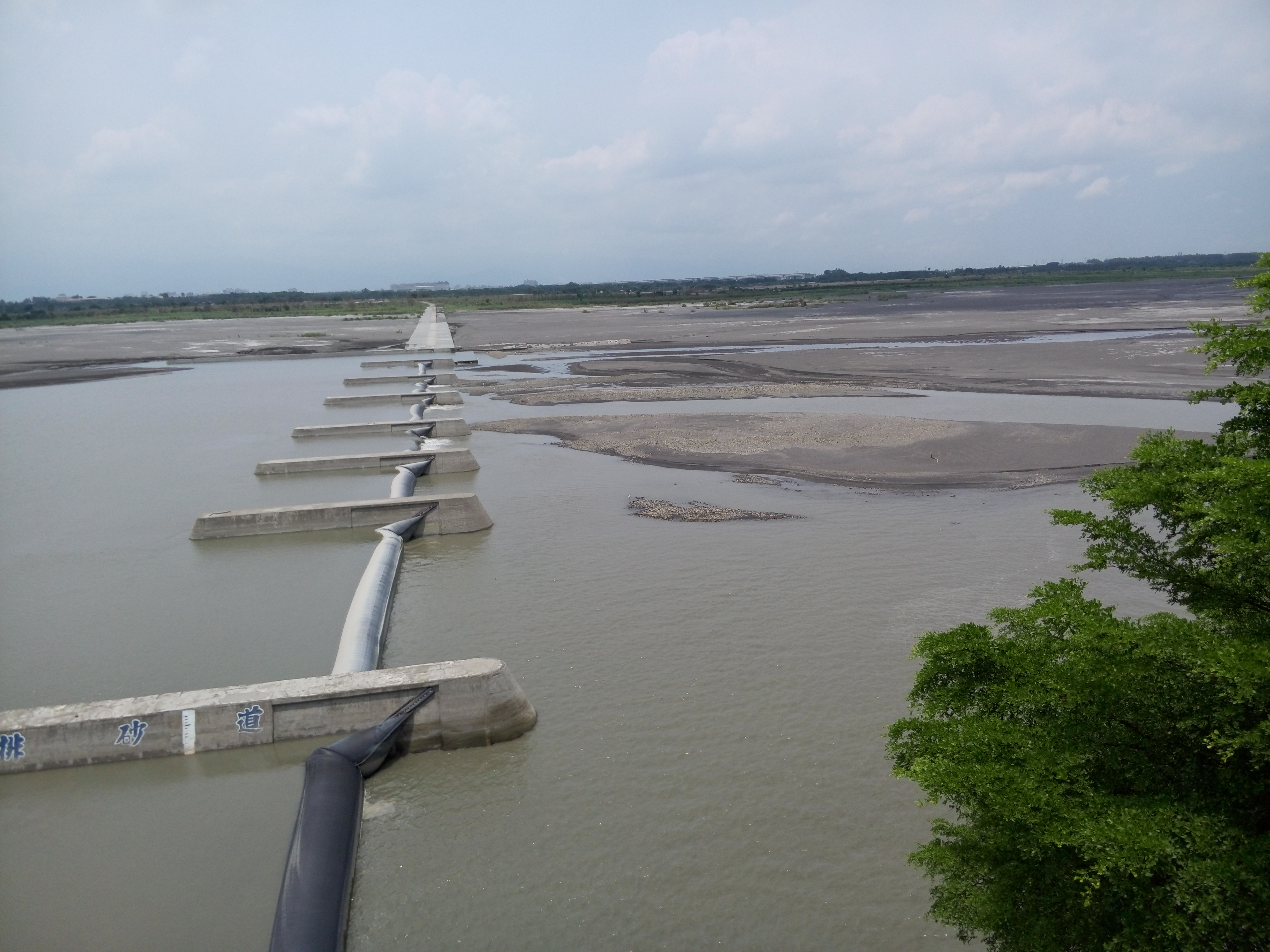
臺灣高雄市的高屏溪攔河堰

充氣橡皮壩（英語：Inflatable rubber dam）是一種用於阻擋河川水流的水利工程構造物。又簡稱為橡皮壩。充氣橡皮壩顧名思義便是在河道上安裝一種當充氣時便會鼓起阻擋水流的橡皮製水閘門，而當橡皮壩消氣時，水流便會直接通過橡皮壩上方，並不會對河道產生阻礙。其主要用於灌溉、蓄水與防洪排水等用途。

## 研發

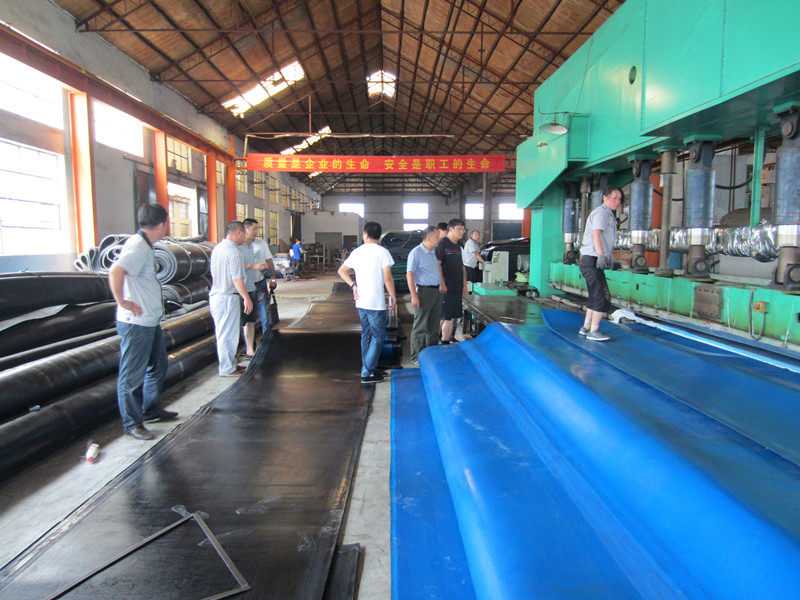
生產中的充氣橡皮壩外皮

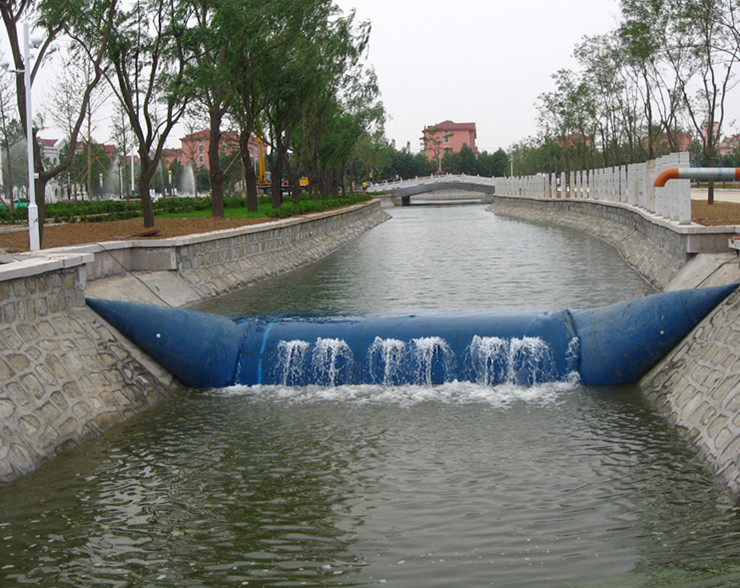
小型充氣橡皮壩

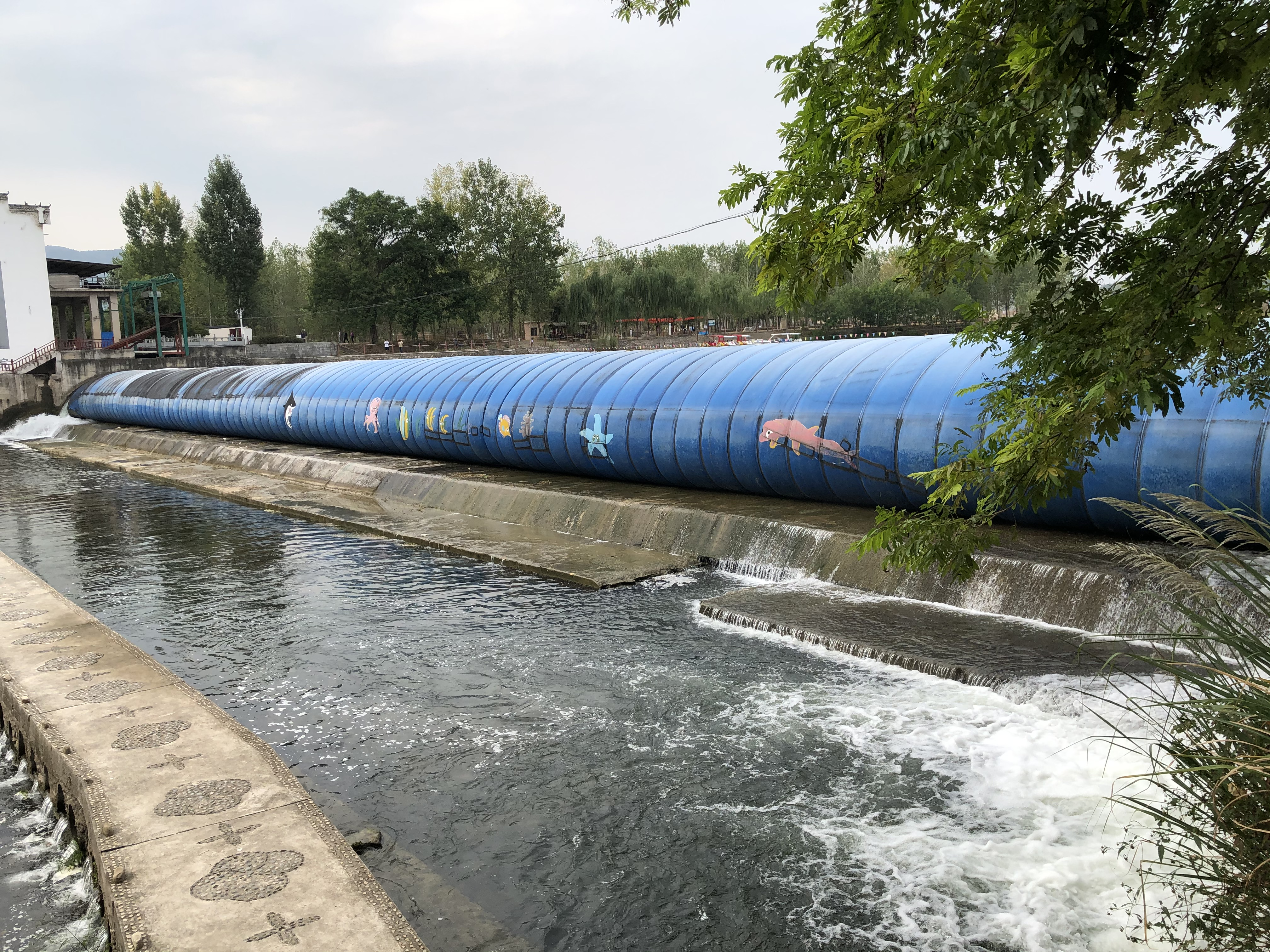
湖北远安县一个橡胶坝

充氣橡皮壩最初於1956年時在美國研發出，並且，世界上第一座成功商業化安裝的充氣橡皮壩是1957年在美國洛杉磯河所安裝的充氣橡皮壩。這座充氣橡皮壩是由杜邦公司提供材料以及燧石公司進行施工後，共同研發並安裝完成啟用，當時這座充氣橡皮壩的壩高1.52公尺、橡皮壩長6.1公尺、橡膠外皮厚3公厘、強度為90KN/m。
在第一座充氣橡皮壩成功商業應用後，世界各國紛紛開始投入橡皮壩的設計與研發，其中，橡皮壩始祖的美國，對橡皮壩進行過有系統的試驗研究和理論計算，英國的沃林弗德水力學研究室，也對橡皮壩做過水工模型來進行試驗以及理論研究，爾後更提出充氣橡皮壩在靜水壓力和動水壓力下的理論形狀，把橡皮壩的計算形狀和穩定性與模型試驗結果進行了對比。前蘇聯方面，也對橡皮壩進行了試驗研究，並於1966年完成了前蘇聯國內的第一座充氣橡皮壩。
近10年來，美國與澳大利亞等國家對充氣橡皮壩進行了更進一步的試驗研究。譬如，維吉尼亞州的綜合研究院與州立大學，便針對充氣橡皮壩的自由振動、三維振動、非線性振動以及壩頂溢流等方面進行了試驗研究，並採用了有限元的方式對充氣橡皮壩的充氣外皮形狀進行分析。澳大利亞的昆士蘭大學土木工程系也針對充氣橡皮壩的減振裝置，如在橡膠外皮上加設挑流鰓以減輕橡膠壩袋的振動進行了實驗以及理論計算。
目前，日本是全球針對充氣橡皮壩研發速度最快的國家，至今日本國內已有超過3,000多座的充氣橡皮壩投入商業應用中。而日本的充氣橡皮壩，在製造與研發方面，大多由國內的幾家廠商壟斷，其原因在於，日本的橡膠工業發達，並且這些廠商於充氣橡皮壩正式推出的早期，便看準了充氣橡皮壩所帶來的經濟與技術效益。

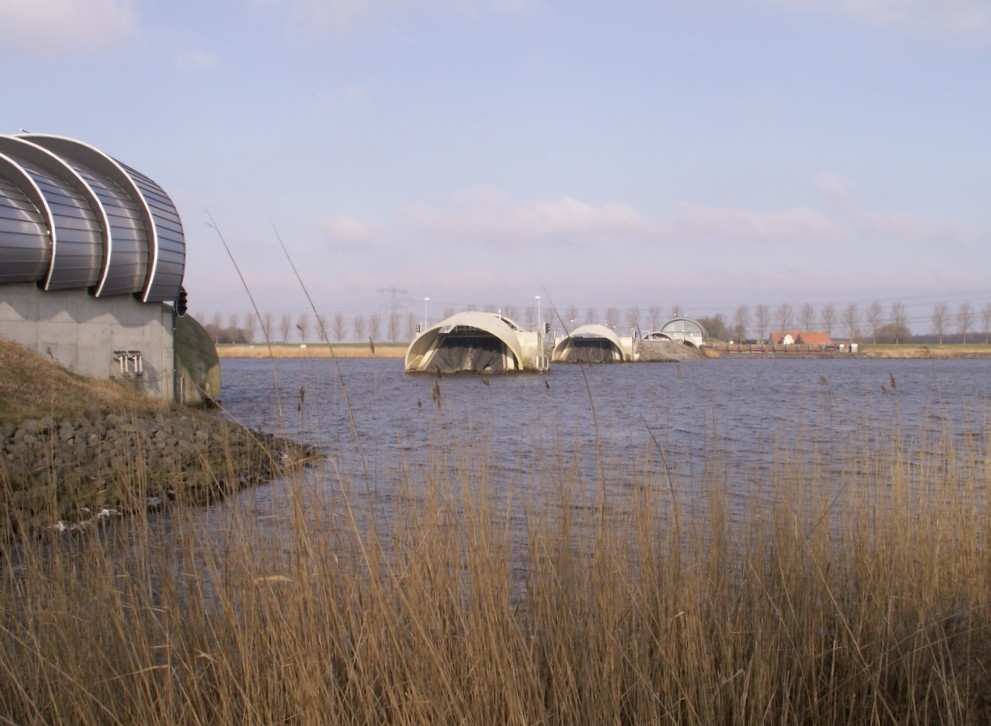
荷蘭藍帕爾橡皮壩

日本國內目前以住友和普利司通兩家橡膠製品廠商在充氣橡皮壩的研發與製造上最具代表性，光是住友公司2005年便向美國出口了高達700多座的充氣橡皮壩產品。因此在充氣橡皮壩的高度建設方面，日本也囊括了目前世界上最高的充氣橡皮壩，該座充氣橡皮壩便是普利司通公司為荷蘭興建的藍帕爾橡皮壩。這座充氣橡皮壩的壩高有8公尺，其內部注入物為水與空氣雙用，整座充氣橡皮壩共分有三個壩袋橫跨於河道上，使年限有25年。

## 構造
充氣橡皮壩的結構是透過錦綸或是維納綸布等材料作為受力骨架，這種材料具有靈活可變形以及良好的耐磨性等特點。外皮部分則是利用氯丁橡膠來作保護層，以產生膠合及密封的作用。部分充氣橡皮壩的外皮材質中，還會嵌入不銹鋼網或是陶瓷芯片在外皮結構中，以減少河水所夾帶的尖銳砂石、樹枝刺破，並也可防止有心人士將其劃破。
充氣橡皮壩的內部通常會以空氣、水或者兩者皆用作為注入物。然而，目前趨勢是以空氣注入較為廣泛採用，由於注入空氣比水在注入時間上，充氣以及洩氣來得更快，並且，當充氣橡皮壩安裝於低溫環境下時，注入空氣能夠防止注入水發生凍結的現象。

## 優點
充氣橡皮壩優點在於，建造成本相較於混凝土結構的水壩來的更低，並且具有非永久性阻擋水流、不漏水、抗震性能強、對基地要求低及施工期間短等等的優點，並且，充氣橡皮壩能在洪水期間自動倒伏渲洩洪水，防止攔河堰上游水位過高，形成洪水氾濫的狀況。

## 缺點
充氣橡皮壩的缺點在於，由於其外皮是由橡膠組成，因此容易受到河川所夾帶的砂石劃破及磨損，因此，充氣橡皮壩的使用壽限相較於一般的混凝土結構攔河堰來的更短。

## 適用環境
充氣橡皮壩因為它的特殊材質特性，因此並非所有的河川環境下，皆能夠安裝使用。因應充氣橡皮壩的特點安裝地點必須考量到地形、地質、水流量、含沙量以及環境影響等等的因素。並且，基於壩袋的特性，安裝地點應選擇在河道水流相對平順，以及河床邊坡穩定的河段。如此一來，不僅能夠避免發生波狀水躍、折沖水流等狀況，也能夠防止有害的沖刷和淤積造成橡皮壩受損，進而降低壩袋的震動與磨損，增加橡皮壩的使用年限。
一般狀況下，如果充氣橡皮壩安裝的河道如果剛好是河道的轉彎處，因水流不平穩，因此會碰到橡皮壩壩袋震動的狀況，這使得壩袋摩擦壩底的狀況加劇，影響橡皮壩的使用年限。而如果安裝地點是在河床與岸坡不穩定的環境下，同樣會增加橡皮壩安裝後的維護成本。因此，在選擇安裝地點時，必須選定在河道上下游均有一定長度的水流平直段。同時，也要充分的考慮到河床或河岸的地理特點，以及安裝後是否會對環境造成影響。

## 實例

### 中国
- 小埠东橡胶坝 - 全世界最长的橡胶坝[5]

### 臺灣
- 高屏溪攔河堰 - 臺灣第一座自製充氣橡皮壩[1]。
- 羅東攔河堰
- 玉峰堰
- 旱溪橡皮壩-中興大學西南方

### 荷蘭
- 藍帕爾橡皮壩 - 歐洲最大的充氣橡皮壩，也是全球最高的橡皮壩[4]。

### 美國
- 亞當·T·鮑爾紀念壩[6]。

## 資料來源
1. 1 2 3 4 5 6 7 8  . 經濟部水利署. 2015-09-15  [2016-06-26]. （原始内容存档于2016-03-05） （中文（臺灣））.
2. 1 2   (PDF). 黎明工程顧問股份有限公司. 2007  [2016-06-26]. （原始内容存档 (PDF)于2011-08-12） （中文（臺灣））.
3. 1 2 3  . 鴻華化學工業股份有限公司.   [2016-06-26]. （原始内容存档于2019-09-03） （中文（臺灣））.
4. 1 2 3 4 5 6 7 8 9 10 11 12 13 14 15 16 17 18 19  吳國鎮.  (PDF). 行政院農業委員會. 2007  [2016-06-26]. （原始内容存档 (PDF)于2019-09-17） （中文（臺灣））.
5. ↑  . Guinness World Records.   [2020-08-07]. （原始内容存档于2015-06-25）.
6. ↑  .   [2016-06-26]. （原始内容存档于2005-08-24）.